# Iundola, Pazardjik
Iundola (în bulgară Юндола) este un sat în comuna Velingrad, regiunea Pazardjik,  Bulgaria. 

## Demografie
Componența etnică a satului Iundola
     Turci (1,99%)
     Bulgari (19,9%)
     Nicio identificare (78,1%)
     Romi (0%)
La recensământul din 2011, populația satului Iundola era de 201 locuitori. Nu există o etnie majoritară, locuitorii fiind bulgari (19,9%) și turci (1,99%). Pentru 78,1% din locuitori nu este cunoscută apartenența etnică.